# Marek Lemsalu
Marek Lemsalu (* 24. November 1972 in Pärnu) ist ein ehemaliger estnischer Fußballspieler.

## Karriere
Der 1,91 Meter große Abwehrspieler begann seine Karriere in der Saison 1988/89 beim estnischen Verein KEK Pärnu, bei dem er in der Saison 29 Ligaspiele absolvierte und zwei Tore erzielte. 1989 wechselte er für zwei Spielzeiten zum SK Tallinna Sport, ein Jahr danach zum Verein Eesti Tööstus, für den Lemsalu in einem Ligaspiel eingesetzt wurde. 39 Ligaspiele absolvierte er in der Saison 1990/91 für MEK Pärnu und traf viermal ins Tor. Seine nächste Station war 1992 der FC Flora Tallinn, bei dem er einen bis 1999 gültigen Vertrag unterzeichnete. Für die Saison 1996/97 wurde er an den deutschen Zweitligisten 1. FSV Mainz 05 verliehen, 1998 an den FC Kuressaare, für den er in einem Ligaspiel auf dem Platz stand. Insgesamt absolvierte er für Flora Tallinn 119 Ligaspiele und erzielte 17 Tore.
1999 wechselte er zum norwegischen Verein Strømsgodset Toppfotball. Im Jahre 2000 unterzeichnete er einen Vertrag bei JK Tulevik Viljandi, bei dem er 20 Ligaspiele absolvierte und sechs Treffer markierte. Seine nächste Station war 2001 der Verein IK Start, für den er 29 Ligaspiele bestritt und zwei Tore erzielte. Von 2002 bis 2005 unterschrieb Lemsalu einen Vertrag beim Bryne FK. Sein letzter Verein war der FC Levadia Tallinn, bei dem er 90 Ligaspiele absolvierte und 15 Tore erzielte.
Lemsalu absolvierte 86 Spiele für die Estnische Fußballnationalmannschaft (drei Tore).

## Auszeichnungen
- 1996: Estnischer Fußballer des Jahres